# Dornfische
Dornfische (Stephanoberycidae) leben in der Tiefsee des tropischen und subtropischen Atlantik und Pazifik. Bei Südafrika gehen sie auch in den Indischen Ozean. Sie leben in Tiefen von 1000 bis 5000 Metern. 

## Merkmale
Die Schuppen der nur 8 bis 16 Zentimeter langen Fische haben dornartige Auswüchse. Das Seitenlinienorgan ist nur schwach entwickelt. Rücken- und Afterflosse haben jeweils 10 bis 14 Weichstrahlen. Hartstrahlen sind, wenn vorhanden, nur schwach entwickelt.

## Arten
Es gibt nur vier Arten in vier monotypischen Gattungen, die alle nur von wenigen gefangenen Exemplaren bekannt sind.
- Gattung Abyssoberyx

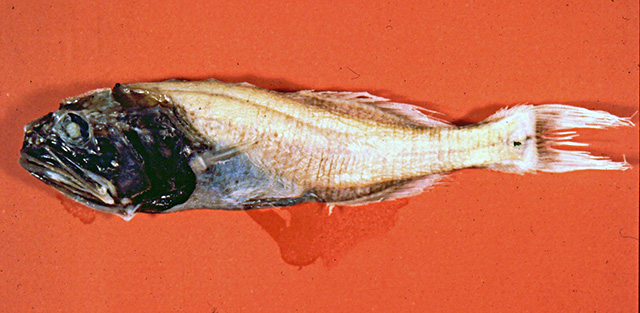
Abyssoberyx levisquamosus

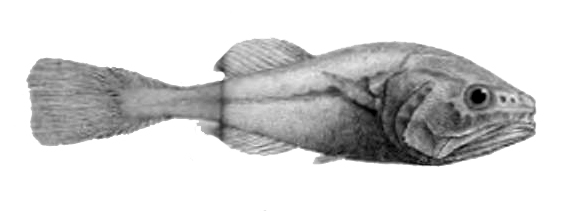
Malacosarcus macrostoma

  - Abyssoberyx levisquamosus Merrett & Moore, 2005
- Gattung Acanthochaenus
  - Acanthochaenus luetkenii Gill, 1884
- Gattung Malacosarcus
  - Malacosarcus macrostoma (Günther, 1878).
- Gattung Stephanoberyx
  - Stephanoberyx monae Gill, 1883